# ترتزینیو
ترتزینیو (به ایتالیایی: Terzigno) یک کومونه در ایتالیا است که در استان ناپل واقع شده‌است.

## خصوصیات
ترتزینیو ۲۳٫۵ کیلومترمربع مساحت و ۱۶٬۹۷۷ نفر جمعیت دارد و ۱۰۵ متر بالاتر از سطح دریا واقع شده‌است.